# Pierre Mohr
Pierre Mohr (* 21. Februar 2007) ist ein österreichischer Fußballspieler.

## Karriere

### Verein
Mohr begann seine Karriere beim SC Unterpremstätten. Zur Saison 2015/16 wechselte er ins JAZ GU-Süd. Zur Saison 2020/21 wechselte er in die Akademie des FC Red Bull Salzburg, in der er fortan sämtliche Altersstufen durchlief.
Im Februar 2025 wechselte er zu den Amateuren des SV Lafnitz. Im April 2025 stand er gegen die Kapfenberger SV erstmals im Kader der Profis, kam aber noch nicht zum Einsatz. Sein Debüt in der 2. Liga gab er im Mai 2025, als er am 30. Spieltag der Saison 2024/25 gegen den SKN St. Pölten in der 70. Minute für Lorenz Maurer eingewechselt wurde. Dies blieb sein einziger Zweitligaeinsatz, Lafnitz stieg zu Saisonende ab.
Daraufhin wechselte Mohr zur Saison 2025/26 zu Regionalligist Deutschlandsberger SC.

### Nationalmannschaft
Mohr spielte November 2021 erstmals für eine österreichische Jugendnationalauswahl.